# علامات البريد
العلامة البريدية أو علامات البريد هي أي نوع من أنواع الشرح الذي تُضيفه خدمة البريد على رسالة. وأكثر أنواع العلامات البريدية شيوعًا هي طوابع البريد وعلامات الإلغاء؛ إذ تحتوي عليها جميع الرسائل تقريبًا. أما الأنواع الأقل شيوعًا، فتشمل عناوين إعادة التوجيه، وشرح التوجيه، والتحذيرات، وإشعارات استحقاق البريد، وتوضيحات، مثل البريد التالف أو المتأخر، والبريد الخاضع للرقابة أو التفتيش. إن تحديد العلامات البريدية والغرض منها، وفترة استخدامها يُعد جزءًا أساسيًا من تاريخ البريد.

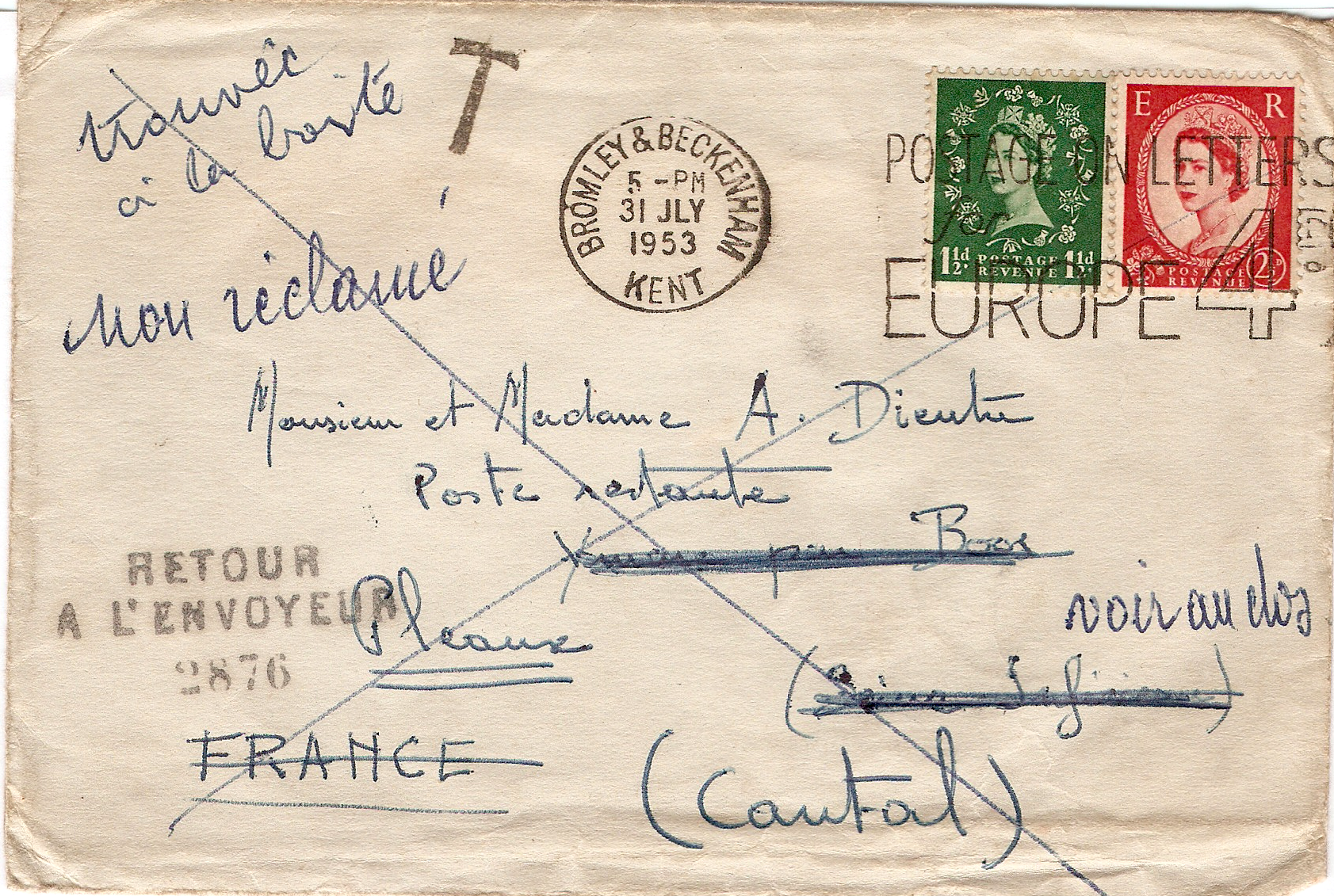
غلاف رسالة بريد من إنكلترة إلى فرنسا سنة 1953، عليها علامات البريد

تُقدّم علامات البريد معلومات للمُرسِل أو المُستلِم أو مكتب بريد آخر. تُشير علامات التنبيه إلى إعادة التوجيه، أو الإرسال الخاطئ، أو استلام رسائل بحالة سيئة، أو استلام رسائل متأخرة جدًا عن موعد التسليم، أو سبب تأخر تسليم البريد. (على سبيل المثال، قد تُوسم الرسالة بعلامة "تراكم الثلوج" إذا لم يُزلِها المُستلِم المُحتمل، أو لأي سبب آخر، يُصعّب أو يُستحيل على الناقل تسليم البريد). تستخدم مكاتب البريد المهمل علامات مُختلفة لتتبع تقدّمها في العثور على المُرسَل إليه، مثل ملاحظة أن الرسالة قد نُشرت في الجريدة المحلية. قد تتضمن عملية تتبّع البريد المُسجَّل علامات وتأشيرات وأختام خلفية مُتعددة.
تُطبّق العلامات الإضافية من قِبل جهة غير إدارة البريد. على سبيل المثال، اعتمد توصيل البريد في القرن التاسع عشر غالبًا على مزيج من السفن الخاصة، والبواخر، والعربات، والسكك الحديدية، وغيرها من مؤسسات النقل لنقل البريد. وضع العديد من هذهِ المؤسسات علاماتها الخاصة على كل طرد بريدي، فكانت أحيانًا تُشير ببساطة إلى "سفينة بخارية" أو ما شابه، بينما اتسمت أخرى بتصاميم مُتقنة. كما استُخدمت علامات توجيه مماثلة في بدايات البريد الجوي.
بعد اندلاع الحرب الأهلية الأمريكية بفترة وجيزة، أعلنت السلطات الشمالية إبطال طوابع البريد الحالية وأصدرت أنواعًا جديدة. وُضعت علامة "الطوابع القديمة غير معروفة" على الرسائل التي استعملت الطوابع التي أُلغيت، وهي عبارة فكاهية غير مقصودة، تحظى بتقدير كبير من هواة جمع الطوابع اليوم.
قد تضيف مكاتب البريد رموزًا للمناسبات الخاصة مثل الرحلة الأولى.

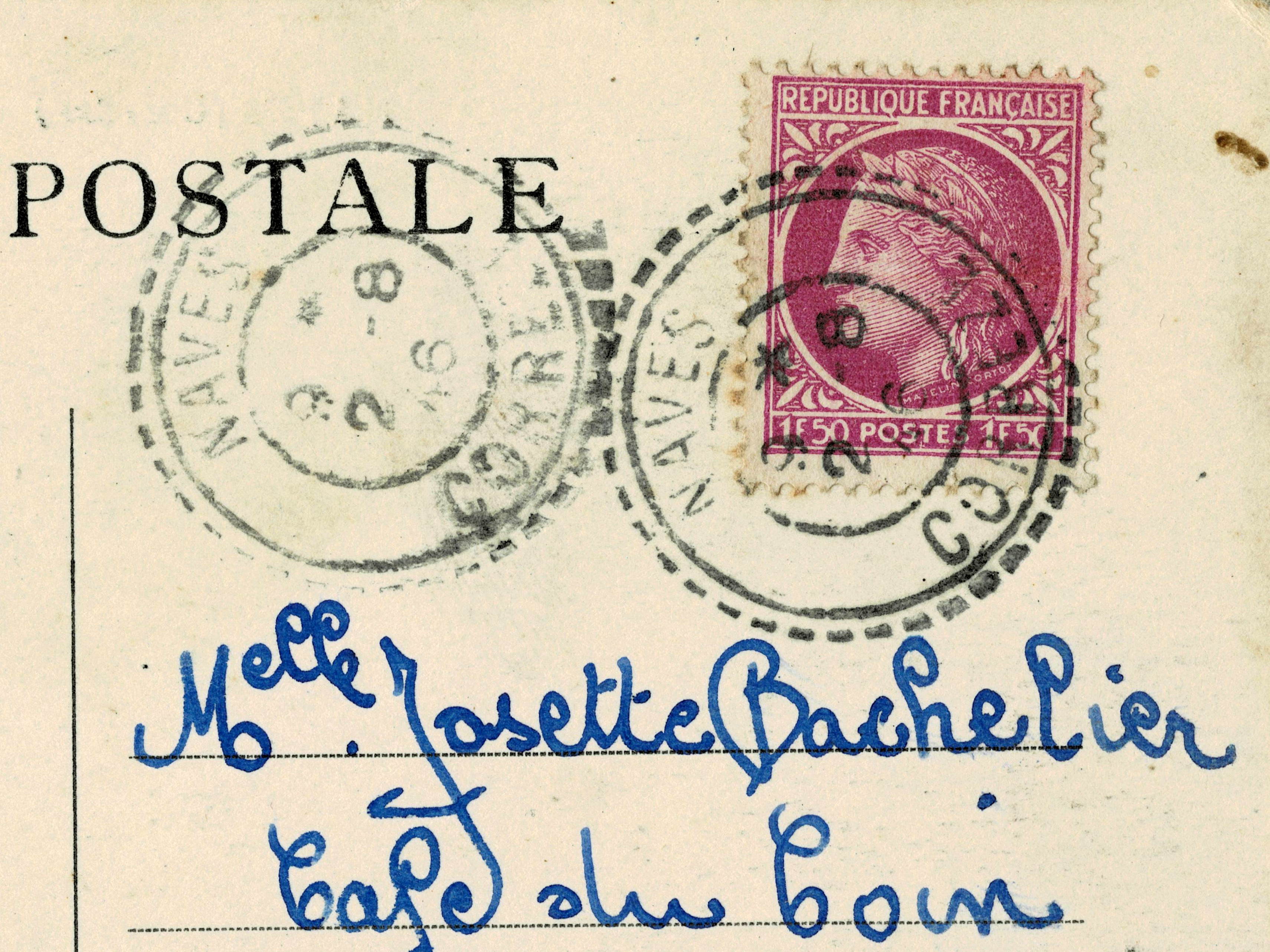
ختم بريدي قديم يعود إلى عام 1919 من فرنسا

الطريقة التقليدية لوضع العلامات البريدية هي استخدام ختم بريدي مطاطي أو معدني؛ وتُستخدم أحيانًا ملاحظات مكتوبة بخط اليد في حالات استثنائية أو في مكاتب بريد صغيرة جدًا. في الولايات المتحدة، قد تظهر العلامات البريدية الحديثة على شكل ملصقات صفراء لاصقة مطبوع عليها نص. وتتمتع العديد من الإدارات البريدية الآن بالقدرة على طباعة ملاحظات نفث الحبر مباشرةً على الغلاف، إما كرمز شريطي لقراءتهِ بواسطة أجهزة أخرى، أو كنص.
على الرغم من إمكانية الاستفسار من الهيئات والخدمات البريدية تقنيًا لمعرفة أنواع العلامات البريدية التي تستخدمها، إلا أنها عمليًا قد لا تكون على دراية بجميع أنواع الأختام اليدوية المستخدمة في مكاتبها، وتظهر بانتظام أنواع غير معروفة سابقًا من العلامات البريدية، القديمة منها والحديثة. وتُشكل مئات الأعمال المتخصصة في علم طوابع البريد أدبيات هواة جمع الطوابع.

## روابط خارجية
- علامات بريد إنكليزية
- علامات بريد جزر هاواي